# Антисемитизм в древнем мире (книга)
«Антисемитизм в древнем мире. Попытки объяснения его в науке и его причины» — книга российского антиковеда Соломона Лурье, в которой автор анализирует причины недоброжелательного отношения к евреям в древности.
Книга была впервые издана в 1922 году в Петрограде и с тех пор трижды переиздавалась на русском языке в Германии, Израиле и России. Несмотря на то, что ещё в 1923 году автор существенно переработал рукопись, новое издание с учётом этих изменений вышло лишь в 2009 году в Москве. Рукопись была рекомендована к печати Учёным Советом Санкт-Петербургского института истории РАН. Книга получила известность в среде русскоязычных специалистов.

## Содержание
Во 2-е исправленное авторское издание кроме самой книги включены предисловие, библиография и комментарии Ирины Левинской, а также ряд приложений. В приложениях к книге имеются переписка автора со своим отцом об античном антисемитизме, рецензия Ильи Бикермана, возражения Лурье на эту рецензию и ответ Бикермана, а также рецензии Владимира Бенешевича и Петра Преображенского.
Сама работа Лурье состоит из двух частей. Название первой части совпадает с названием книги, а вторая называется «Причины античного антисемитизма».

## История
Впервые книга вышла в 1922 году в Петрограде в издательстве «Былое». На следующий год её перепечатало издательство З. И. Гржебина в Берлине. По словам Лурье, она вышла вообще без ведома автора. В этом издании без согласования с автором были сделаны существенные изменения. В частности был убран подзаголовок книги, эпиграфы, посвящение, аннотированное оглавление и ответ Бикерману. В 1976 году этот же вариант вышел в издательстве «Сова» в Тель-Авиве. Предисловие к этому изданию написали ученики Лурье Иосиф Амусин, Марк Ботвинник и Лия Глускина, оно было перепечатано из «Вестника древней истории» за 1965 год.
В 1994 году книга вышла в издательстве «Гешарим» в качестве приложения к третьему выпуску «Библиотеки Флавианы». В неё были добавлены тексты Филона Александрийского и Иосифа Флавия. В этом издании была частично восстановлена первая версия, но без эпиграфов и оглавления, а также постраничные ссылки были заменены на конечные.
Существуют также ошибочные утверждения о переводе книги на немецкий язык (С. Е. Резник, «Мифология ненависти», М., 2006) и на иврит (Э. Д. Фролов, «Русская наука об античности», СПб, 1999). Сам Лурье указывал, что книга на иностранные языки не переводилась. И в Германии, и в Израиле она издавалась на русском языке и вне русскоязычной аудитории практически неизвестна.
Наконец, пятая публикация 2009 года была основана на уникальном экземпляре книги с авторской правкой Лурье, который хранится в Санкт-Петербургском институте истории РАН. 24 апреля 2010 года состоялась презентация нового издания книги в «Еврейском общинном центре Санкт-Петербурга», книгу представил кандидат исторических наук Дмитрий Браткин.

## Основные тезисы
Соломон Лурье принадлежит к направлению субстанционалистов, полагающих, что антисемитизм является следствием неких свойств, присущих еврейскому народу. Как пишет автор, «очевидно следует искать причину антисемитизма в самих евреях», поскольку, по мнению Лурье, он появлялся всегда и везде, где за пределами Палестины селились евреи. Таким образом, антисемитизм жёстко связывался с появлением еврейской диаспоры.
Первая часть книги посвящена критике существующих мнений о причине таких настроений. Наиболее сильной стороной этой части, по мнению Ирины Левинской, является критика экономического объяснения антисемитизма, ранее разработанного Вернером Зомбартом. Это объяснение на сегодняшний день специалистами полностью отброшено, хотя продолжает циркулировать в антисемитской публицистике.
Объяснение древнему антисемитизму Лурье видит в том, что своеобразное положение Палестины в качестве поля битвы между соседними государствами

…дало возможность развиться у евреев сильному национальному чувству, не связанному не только с политическим могуществом, но и с политической независимостью — явление единичное и не имеющее аналогий в древнем мире.
Евреи, в отличие от других народов, сохранили своё национальное самосознание и свои национальные обычаи. Евреи полагали себя национально-государственным целым без собственного государства с религиозным центром в Палестине. При этом ассимиляция подвергалась жёсткому общественному неодобрению.
Такая позиция и вызывала у народов, среди которых жили евреи, ненависть к ним. Даже занимая высокое общественное положение, евреи продолжали подчёркивать свою «особость» и нежелание принимать местные культурные ценности и обычаи.
Как отмечает Ирина Левинская, Лурье полагает антисемитизм исторической константой, а духовный облик евреев — неизменным.

## Отзывы и критика
Книга Лурье вызвала серьёзную полемику в среде русскоязычных исследователей. Ряд современников Лурье подвергли книгу жёсткой критике.
В 1926 году в лейпцигском научном еженедельнике появилась резко отрицательная рецензия Ильи Бикермана. Он утверждал, что как греческие города, так и Римская империя рассматривали каждого отдельного еврея как члена единой нации. Следовательно, по мнению Бикермана, тезис, что антисемитизм вызван особостью евреев, полагавших себя уникальным государством без территории, лишён оснований. В дальнейшем рецензия Бикермана получила поддержку ряда других исследователей. Высокая репутация Бикермана привела к потере интереса к книге со стороны западных читателей.
Владимир Бенешевич отмечает противоречивость объяснений автора, а Пётр Преображенский обвиняет Лурье в плохом владении историческими методами исследований. При этом Бенешевич отмечает «единство, гибкость, свободу и богатство мысли, умение выбрать важное», увлекательность и поучительность работы Лурье. Преображенский, критикуя «слабую теорию» Лурье, хвалит его за богатый фактический материал. Оба рецензента при этом указывают на некоторые научные работы, которые явно относятся к теме и не использованы автором при подготовке книги.
Специалисты продолжают обсуждать книгу и в конце XX—начале XXI веков. Среди положительных отзывов Ирина Левинская отметила книгу Монуса Соминского. Виктор Чериковер, называя подход Лурье политическим, писал, что эта теория способна решить отдельные проблемы роста антисемитизма в тех или иных местах, но не может объяснить его происхождение во всей полноте. Доктор философских наук Соломон Крапивенский полагает работу Лурье образцом научной добросовестности и поддерживает основной тезис о том, что древний антисемитизм связан с выработкой в еврействе особых черт, в частности «тесной сплочённости и взаимопомощи в жизненной борьбе, превращающих еврейство по сути дела в национальное образование без территории».
Александр Грушевой считает достоинством книги хорошую проработку источников, а недостатком — произвольные и сильно политизированные концепции. Так, основной вывод Лурье о «национально-государственном организме» без государства как уникальной особенности еврейского народа ставшей причиной антисемитизма, Грушевой называет «характерным примером интересной научной идеи, осмысленной более чем спорным образом».
Постмодернистский провоцирующий стиль книги, по мнению Левинской, противоречит высказанной автором позиции приверженности объективному историческому исследованию. Она считает, что Лурье «принципиально не хотел замечать различия между антиеврейскими настроениями в древности, христианским антииудаизмом и расистским антисемитизмом», что привело к целому ряду искажений.
Поскольку исходный тезис субстанционалистов о том, что причина антисемитизма связана с самими евреями, оказался востребованным антисемитской пропагандой, то книга Лурье была включена частично в ряд антиеврейских изданий, на неё регулярно ссылаются авторы антисемитских сочинений. Существуют также неподтверждённые слухи о том, что книга была знакома идеологам нацистской Германии.